# Bruno Hummer
Bruno Hummer (* 16. Dezember 1939 in Nenzing) ist ein ehemaliger österreichischer Politiker (FPÖ) und Maschinenschlosser. Er war von 1984 bis 1989 Abgeordneter zum Vorarlberger Landtag und von 1985 bis 2003 Bürgermeister von Nenzing.

## Ausbildung und Beruf
Hummer besuchte die Volks- und Hauptschule in Nenzing und absolvierte danach eine Lehre als Maschinenschlosser bei den Österreichischen Bundesbahnen in Feldkirch. Er legte die Gesellenprüfung ab und besuchte
Werkmeisterschulungen in der Schweiz. Beruflich war er als Maschinenschlosser in Liechtenstein und der Schweiz tätig, bevor er bis 1985 als Werkmeister und Abteilungsleiter im Aluminiumwerk Nenzing arbeitete. Er war nebenberuflich zudem als Gastwirt tätig und zwischen 1985 und 2003 hauptberuflicher Politiker. 2003 wurde Hummer pensioniert.

## Politik und Funktionen
Hummer trat 1969 der FPÖ bei und wurde 1970 zum Mitglied der Gemeindevertretung von Nenzing gewählt, der er bis 2003 angehörte. Er war von 1975 bis 1985 Mitglied des Gemeinderates und führte das Referat „Gemeindeeigene Betriebe“. Zwischen 1985 und November 2003 lenkte er die Geschicke der Gemeinde als Bürgermeister. Als Abgeordneter des Wahlbezirkes Bludenz folgte er am 12. Mai 1982 Martin Zerlauth in den Vorarlberger Landtag nach, dem er bis zur Mandatsniederlegung am 5. Oktober 1992 angehörte. Innerparteilich hatte Hummer auf Lokalebene das Amt des Ortsparteiobmanns der FPÖ Nenzing inne. Er wirkte auf Bezirksebene ab 1974 als Mitglied der FPÖ-Bezirksparteileitung Bludenz, von 1976 bis 1996 als Bezirksparteiobmann und ab 1996 als stellvertretender Bezirksparteiobmann. Des Weiteren war er auf Landesebene ab 1974 Mitglied der FPÖ-Landesparteileitung Vorarlberg, von 1976 bis 2006 Mitglied des FPÖ-Landesparteivorstandes Vorarlberg und ab 1980 Mitglied des Landesparteipräsidiums. Seine höchste innerparteiliche Funktion hatte er ab 1980 als Landesparteiobmann-Stellvertreter der FPÖ Vorarlberg inne, zudem war er von 1982 bis 1992 Mitglied der FPÖ-Bundesparteileitung.
Hummer war des Weiteren Vertreter der Gemeinde Nenzing in der Agrargemeinschaft Nenzing, Obmann-Stellvertreter und Obmann der Agrargemeinschaft Nenzing und Mitglied des Wohnbauförderungsbeirates. Im sportlichen Bereich engagierte er sich ab 1962 als Funktionär des WSV Nenzing, war Obmann bzw. Präsident des FC Nenzing und Präsident des Schiverbandes Brandnertal – Walgau – Walsertal.

## Privates
Bruno Hummer war der Sohn des Gemeindebediensteten Johann Hummer und dessen Gattin Josefine Hummer, geborene Lerc. Er heiratete 1977 Martha Heb aus Liechtenstein und wurde Vater von zwei Töchtern.

## Auszeichnungen
- Goldenes Verdienstzeichen des Vorarlberger Schiverbandes (2003)
- Großes Verdienstzeichen des Landes Vorarlberg (2004)